# الجبين (اليمن)

تعديل مصدري - تعديل

الجبين هي مدينة ومركز مديرية الجبين بمحافظة ريمة اليمنية، بلغ تعداد سكانها 1634 نسمة حسب الإحصاء الذي أجري عام 2004.